# Mischocyttarus cleomens
Mischocyttarus cleomens är en getingart som beskrevs av Richards 1945. Mischocyttarus cleomens ingår i släktet Mischocyttarus och familjen getingar. Inga underarter finns listade i Catalogue of Life.